# Eryngium wanaturi
Eryngium wanaturi är en flockblommig växtart som beskrevs av Jurij Nikolajevitj Voronov. Eryngium wanaturi ingår i släktet martornar, och familjen flockblommiga växter. Inga underarter finns listade i Catalogue of Life.